# 弗拉季斯拉夫·阿尔津巴
弗拉季斯拉夫·格里戈里耶维奇·阿尔津巴（1945年5月14日—2010年3月4日）是一名阿布哈茲政治人物，也是阿布哈兹共和国的第一任总统。
阿尔津巴是一位受过教育的历史学家，曾在1992年至1993年与格鲁吉亚的战争中领导阿布哈兹事实上实现独立，但在1994年至2005年的他担任总统的两个任期内，其法律上独立于格鲁吉亚的举动在国际上仍然未被认可。
他是一名著名的赫梯学专家，是1989年在苏联民主选举产生的第一届人民代表大会议员。